# Dendropsophus jimi
Dendropsophus jimi es una especie de anfibios de la familia Hylidae. Es endémica de Brasil.
Sus hábitats naturales incluyen sabanas secas, zonas de arbustos, ríos, pantanos, manantiales, pastos, jardines rurales, estanques, canales y diques. Está amenazada de extinción por la destrucción de su hábitat natural.